# Branka Cvitković
Branka Cvitković (Zagreb, 29. svibnja 1948.) je hrvatska kazališna, televizijska i filmska glumica.

## Filmografija

### Televizijske uloge
- "Provodi i sprovodi" kao sudska tajnica (2012.)
- "Dome slatki dome" kao Rahela Wiesenthaller (2010.)
- "Bitange i princeze" kao Glavna (2009.)
- "Na terapiji" kao Vera (2009.)
- "Stipe u gostima" kao Uršulina rođakinja Dubravka (2009.)
- "Kad zvoni?" kao profesorica fizike (2005.)
- "Ljubavi Georgea Washingtona" kao Martha Washington (2001.)
- "Tražim srodnu dušu" (1990.)
- "Inspektor Vinko" kao madam Angelique (1984.)
- "Lažeš, Melita" kao mama Mira (1984.)
- "Đavolje sjeme" (1979.)
- "Punom parom" kao supruga partijskog sekretara Ilije (1978., 1980.)

### Filmske uloge
- "Duh babe Ilonke" kao Vjera (2011.)
- "Bella Biondina" kao Mande (2011.)
- "Ne zaboravi me" (1996.)
- "Rastreseno gledanje kroz prozor" (1993.)
- "Nitko se neće smijati" kao prodavačica (1985.)
- "U raljama života" kao Sonja (1984.)

### Sinkronizacija
- "Malci 2: Kako je Gru postao Gru" kao ekspert Chow (2022.)
- "Coco i velika tajna" kao Mama Coco (2017.)
- "Avanture gospodina Peabodya i Shermana" kao Gđa. Grunion (2014.)
- "Čudovišta sa sveučilišta" kao Dekanica Teškogreba (2013.)
- "Horton" kao gđa. Jauk (2008.)
- "Znatiželjni George" kao gđa. Stražnjičić (2006.)
- "Ples malog pingvina" kao gđa. Astrakhan (2006.)
- "Barbie: Princeza i seoska djevojčica" kao Madam Krap
- "Kronike iz Narnije: Lav, vještica i ormar" kao Jadis-bijela čarobnica (1997.)
- "Obitelj Kremenko" kao Vilma Kremenko (druga inačica, "kasnija Vilma")[1]
- "Tom i Jerry" kao gospođa Dvocipela (Mammy Two Shoes, crnkinja domaćica)[1]

U sinkronizacijama je posuđivala brojnim likovima zločestih kraljica.

## Nagrade
- Nagrada Hrvatskog društva kazališnih kritičara i teatrologa za ulogu Katarine u predstavi Majka Courage i njena djeca Bertolta Brechta, u izvedbi HNK u Zagrebu, 1980.;
- Prvomajska nagrada Hrvatskog društva dramskih umjetnika za ulogu Sophije u Kavani Torso Škrabea-Mujićića-Senkera-Dedića u izvedbi Glumačke družine Histrion, 1989.;
- Nagrada Zlatni smijeh na Danima satire u Zagrebu za ulogu Sophije u Kavani Torzo Škrabea-Mujićića-Senkera-Dedića, u izvedbi Glumačke družine Histrion, 1989.;
- Najhistrionka 1996. – godišnja nagrada glumačke družine Histrion; Nagrada Mila Dimitrijević za ulogu Gospođe Ignazije u Večeras se improvizira Luigija Pirandella u izvedbi HNK u Zagrebu, 2002.
- Nagrada Mila Dimitrijević za tumačenje uloge Barbare Petrovne Stavrogine u predstavi Bjesovi Fjodora Mihajloviča Dostojevskog u izvedbi Drame HNK u Zagrebu, 2010.
- Nagrada Vladimir Nazor za životno djelo, 2021.

## Vanjske poveznice
- Branka Cvitković u internetskoj bazi filmova IMDb-u (engl.)
- Stranica na HNK.hr  Arhivirana inačica izvorne stranice od 17. prosinca 2009. (Wayback Machine)